# CIAU-FM
CIAU-FM est une radio communautaire de langue française diffusant au 103,1 FM à Radisson, au Québec, au Canada.

## Histoire
Appartenant à la Radio communautaire de Radisson, la station a reçu l'approbation du Conseil de la radiodiffusion et des télécommunications canadiennes en 1997. Elle a été mise sur pied à la suite d'une promesse électorale du conseil étudiant de l'école secondaire Jacques-Rousseau.
La station est membre de l'Association des radiodiffuseurs communautaires du Québec. CIAU-FM est reconnue par le ministère de la Culture et des Communications du Québec.

## Prix et nominations
Le directeur des programmes et animateur, Éric Carle, a reçu le prix de Directeur des programmes de l'année - station de radio, marché régional, en 2016 et en 2017.
En 2017, CIAU-FM a remporté le prix Station de radio communautaire de l'année — marchés central et régional remis par l'ADISQ.
CIAU-FM fut une nouvelle fois en nomination pour le prix Station de radio communautaire de l'année - marchés central et régional en 2019.